# Sitticus kazakhstanicus
Sitticus kazakhstanicus is een spinnensoort in de taxonomische indeling van de springspinnen (Salticidae).
Het dier behoort tot het geslacht Sitticus. De wetenschappelijke naam van de soort werd voor het eerst geldig gepubliceerd in 1992 door Dmitri Viktorovich Logunov.